# Saint-Aignan-Grandlieu

Localització de Saint-Aignan-Grandlieu

Saint-Aignan-Grandlieu (en bretó Sant-Enion-al-Lenn-Veur, en gal·ló Saent-Aenyan-Graund-Loe) és un municipi francès, situat a la regió de país del Loira, al departament de Loira Atlàntic, que històricament ha format part de la Bretanya. L'any 2006 tenia 3.481 habitants. Limita amb els municipis de Bouguenais, Bouaye, Saint-Philbert-de-Grand-Lieu, La Chevrolière i Pont-Saint-Martin (Loira Atlàntic).

## Demografia
| Evolució de la població Ehess i INSEE |      |      |      |      |      |      |      |      |
| 1793                                  | 1800 | 1806 | 1821 | 1831 | 1836 | 1841 | 1846 | 1851 |
| -                                     | 816  | -    | -    | -    | -    | -    | -    | -    |

| 1856 | 1861 | 1866 | 1872 | 1876 | 1881 | 1886 | 1891 | 1896 |
| ---- | ---- | ---- | ---- | ---- | ---- | ---- | ---- | ---- |
| -    | -    | 1210 | -    | -    | -    | -    | -    | -    |

| 1901 | 1906 | 1911 | 1921 | 1926 | 1931 | 1936 | 1946 | 1954 |
| ---- | ---- | ---- | ---- | ---- | ---- | ---- | ---- | ---- |
| -    | -    | -    | 1129 | -    | -    | 1072 | -    | 1345 |

| 1962 | 1968 | 1975 | 1982 | 1990 | 1999 | 2006 | 2011 | 2016 |
| ---- | ---- | ---- | ---- | ---- | ---- | ---- | ---- | ---- |
| 1372 | 1357 | 1717 | 2489 | 3033 | 3483 | -    | -    | -    |

| 2019 | - | - | - | - | - | - | - | - |
| ---- | - | - | - | - | - | - | - | - |
| -    | - | - | - | - | - | - | - | - |

## Administració
| Període   | Identitat            | Partit        |
| --------- | -------------------- | ------------- |
| 1989-2004 | Claude Gobin         | UDF           |
| 2004-2008 | Jean-Pierre Guilbaud | Divers droite |
| 2008-     | Jean-Claude Lemasson |               |